# Шимойо
Шимо́йо (порт. Chimoio) — город на западе Мозамбика. Административный центр провинции Маника.

## География
Город Шимойо расположен в западной части Мозамбика, в коридоре Бейра — транспортном узле, связывающем порт Бейра со столицей Зимбабве Хараре.
- Координаты: 19°06′ ю.ш. 33°29′ в.д.
- Высота над уровнем моря: 664 м.
- Ближайшие объекты:
  - Гора Бинга (2436 м) — высочайшая точка Мозамбика, расположена в 50 км к западу от города на границе с Зимбабве.
  - Тропические леса с биоразнообразием (обезьяны, антилопы, эндемичные виды птиц).

## История
В доколониальный период город входил в состав империи Мономотапа и назывался Мандинго. В 1916 году был переименован португальцами в Ви́ла-Пери́ (по имени тогдашнего губернатора Мозамбика). Статус города г. Шимойо получил в 1969 году. После предоставления независимости Мозамбику в 1975 году был переименован в Шимойо.

## Население
Численность населения города по данным на 2024 год составляет 272 959 человек.
| Год  | Население |
| ---- | --------- |
| 1980 | 74 372    |
| 1997 | 177 608   |
| 2007 | 238 976   |
| 2024 | 272 959   |

Этнический состав: преимущественно народы шона и нджау.

## Экономика и инфраструктура
- Транспорт: железнодорожный узел на линии Бейра—Хараре.
- Сельское хозяйство: выращивание кукурузы, хлопка, табака.
- Промышленность: пищевая, текстильная, деревообработка.